# Statvolt
Statvolt (oznaka statV) je enota za merjenje električne napetosti in potenciala v CGS in v Gaussovem sistemu enot . Spada med enote sistema ESU (cgs enote za elektrostatiko).

V sistemu SI uporabljamo enoto volt.

## Definicija statvolta[1]
Statvolt je takšna potencialna razlika med dvema točkama, da je za prenos naboja v velikosti 1 statC (statcoulomb) med točkama potrebna energija 1 erg (erg).
Za pretvorbo v sistem SI uporabljamo naslednji pretvornik
{\displaystyle 1\,\mathrm {statV} =299{,}792458\,\mathrm {V} }
V elektromagnetizmu je zelo uporaben, ker je 1 statV na centimeter enak 1 G (gaus)